# Glockturm
Le Glockturm est un sommet des Alpes, à 3 353 m d'altitude, dans le massif de l'Ötztal, en Autriche (Tyrol).